# Claudio Mésoniat
Claudio Mésoniat (1949) è un giornalista svizzero.

## Biografia
Dopo aver conseguito un dottorato in lettere all'Università di Friburgo, Mésoniat ha lavorato come giornalista per la RTSI (in radio dal 1975 ed in televisione dal 1985), conducendo tra l'altro il programma d'informazione televisivo Sassi Grossi. Cattolico praticante, è stato responsabile di Comunione e Liberazione per la Svizzera. Dal 2004 al 2015 è stato direttore del Giornale del Popolo . Con undici di direzione, è stato il secondo direttore più longevo nella storia della testata, nella quale è rimasto come editorialista e membro del Consiglio di Amministrazione fino alla chiusura nel 2018. Raggiunto il traguardo del pensionamento nel 2015, è un collaboratore del sito sussidiario.net. Dal 2019 è direttore editoriale del giornale digitale ilfederalista.ch.

## Opere
- Poetica theologia: la "Lucula noctis" di Giovanni Dominici e le dispute letterarie tra '300 e '400, Uomini e dottrine, vol. 27, Ed. di Storia e Letteratura, 1984, ISSN 0566-2877 (WC · ACNP). URL consultato il 3 agosto 2019 (archiviato il 3 agosto 2019).
- Claudio Mésoniat e Alberto Moccetti, Il compito di Abramo: La Dieci, storia di un'esperienza ecclesiale - Claudio Mésoniat, Alberto Moccetti - Google Libri, Già e non ancora, vol. 164, Jacka Book, 1988, ISBN 9788816301641, OCLC 24641484. URL consultato il 3 agosto 2019 (archiviato il 3 agosto 2019).